# Sonja van der Merwe
Sonja van der Merwe (ur. 19 maja 1992) – południowoafrykańska lekkoatletka, sprinterka.

## Osiągnięcia
| Rok  | Impreza                              | Miejsce  | Konkurencja        | Pozycja    | Wynik   |
| ---- | ------------------------------------ | -------- | ------------------ | ---------- | ------- |
| 2008 | Igrzyska Wspólnoty Narodów młodzieży | Pune     | bieg na 400 m      | 6. miejsce | 56,07   |
| 2008 | Igrzyska Wspólnoty Narodów młodzieży | Pune     | sztafeta 4 x 100 m | 4. miejsce | 46,90   |
| 2011 | Mistrzostwa Afryki juniorów          | Gaborone | bieg na 200 m      | 1. miejsce | 23,78   |
| 2011 | Mistrzostwa Afryki juniorów          | Gaborone | sztafeta 4 x 100 m | 1. miejsce | 46,11   |
| 2011 | Mistrzostwa Afryki juniorów          | Gaborone | sztafeta 4 x 400 m | 1. miejsce | 3:38,16 |

Medalistka mistrzostw kraju w różnych kategoriach wiekowych (w tym srebro seniorskich mistrzostw RPA w biegu na 200 metrów w 2011 oraz złoto na tym samym dystansie w 2012).

## Rekordy życiowe
- Bieg na 200 metrów – 23,58 (2012)
- Bieg na 400 metrów – 52,75 (2012)